# West Chester, Pennsylvania
West Chester là một thị trấn thuộc quận Chester, tiểu bang Pennsylvania, Hoa Kỳ. Năm 2010, dân số của thị trấn này là 18461 người.